# Federico Escalada (médico)
Federico Escalada (Benito Juárez, 11 de septiembre de 1909-1959) fue un médico y gendarme argentino que a mediado del siglo xx realizó importantes estudio y publicaciones sobre los pobladores originarios de la Patagonia central, especialmente de la provincia de Chubut.

## Vida y obra
Nació en la ciudad de Benito Juárez (provincia de Buenos Aires) el 11 de septiembre de 1909. Hizo la primaria y la secundaria en la localidad de Gonzáles Chaves y Tres Arroyos. Luego se fue a estudiar medicina a Buenos Aires, donde se recibió en 1936, y donde trabajó hasta el año 1941, cuando se radicó en la Patagonia.
En Chubut estuvo viviendo y ejerciendo como médico en Río Senguer, Río Mayo y Comodoro Rivadavia. Allí se incorpora en el año 1944 a la Gendarmería Nacional con el grado de comandante principal médico. En 1947 fue nombrado director de Sanidad de la entonces Zona Militar de Comodoro Rivadavia (que existió entre 1944 y 1955, y abarcaba el sur de Chubut y el norte de Santa Cruz).
Es durante estos años, en los que junto con recorrer la extensa geografía chubutense se interioriza en la vida de los pobladores originarios y la arqueología patagónica. Además, se incorpora al Instituto Superior de Estudios Patagónicos de Comodoro Rivadavia. En estos viajes, conoció a muchos informantes clave, a quienes atendía como médico y conversaba para conocer sobre sus vidas, sus creencias y sus familias. En el año 1949, luego de seis años de trabajo, publica su libro más reconocido: El complejo tehuelche. Estudios de etnografía patagónica. En este libro presentó árboles genealógicos, reconstruyó la historia de familias, definió parcialidades tehuelches, corrigió y aumento muchos de los conocimientos que se tenían sobre los pobladores originario de la Patagonia. Propuso una clasificación de los grupos humanos patagónicos, a lo que llamó el complejo tehuelche de épocas históricas, en cinco componentes simples, cada uno con idioma propio derivado de una lengua madre que llamó «ken». Los agrupó geográficamente en «de la tierra firme» y en «insulares», negando la existencia de un componente separado «pampa». También se interesó por cuestiones etnológicas patagónicas, para las que se ayudó del uso del entrevistas a informantes clave, el uso de fotografías, grabaciones y la colecta de materiales diversos.
Entre agosto de 1956 y 1958 fue el primer presidente de la Primera Comisión Directiva de la Mutual del Personal de la Gendarmería Nacional, que se encargó de redactar el estatuto y comenzó a brindar servicios a los asociado.
Falleció en 1959, a la edad de 49 años.

## Homenajes
En la localidad de Río Mayo se encuentra el Museo Regional Dr. Federico Escalada, dependiente de la Casa de la Cultura, el cual se encuentra en la casa donde funcionó la primera escuela primaria de la localidad. Allí se muestran piezas que remiten al pasado que muestran la vida urbana y rural del sur de la provincia del Chubut. Además cuenta con parte del instrumental que perteneció al doctor Federico Escalada.